# Bách khoa toàn thư về các tâm của tam giác
Bách khoa toàn thư về các tâm của tam giác (Tiếng Anh: Encyclopedia of Triangle Centers (ETC)) là một từ điển trực tuyến về các điểm đặc biệt trong tam giác. Từ điển này do Clark Kimberling, một giáo sư toán học của trường đại học Evansville chủ biên.
Các điểm có tính chất đặc biệt trong tam giác, còn gọi là các tâm tam giác. Tính đến  ngày 3 tháng 7 năm 2024, đã có 64295 tâm tam giác được liệt kê. 
Mỗi tâm tam giác được ký hiệu bởi X(n)—ví dụ, X(1) là tâm đường tròn nội tiếp. Các thông tin về mỗi điểm bao gồm trilinear và tọa độ tỉ cự và những thông tin liên quan như nằm trên đường thẳng nối với các điểm nào, liên hệ như thế nào với các điểm khác. Một trong số các điểm kèm theo hình vẽ dựa trên phần mềm The Geometer's Sketchpad hoặc GeoGebra.
Mỗi tâm tam giác trong từ điển được gán một tên duy nhất. Trong một số trường hợp đặc biệt tên của các điểm này được gán theo tên của người phát hiện hoặc đặt theo tên của một ngôi sao trên bầu trời ví dụ điểm X(770).

### Mười điểm đầu tiên trong từ điển bách khoa toàn thư về các tâm của tam giác
| Tên trong ETC | Tên                       | Mô tả                              |
| ------------- | ------------------------- | ---------------------------------- |
| X(1)          | Tâm đường tròn nội tiếp   | Giao điểm của ba đường phân giác   |
| X(2)          | Trọng tâm                 | Giao điểm của ba đường trung tuyến |
| X(3)          | Tâm đường tròn ngoại tiếp | Giao điểm ba đường trung trực      |
| X(4)          | Trực tâm                  | Giao điểm của ba đường cao         |
| X(5)          | Tâm đường tròn Euler      | Tâm của đường tròn Euler           |
| X(6)          | Điểm đối trung            | Giao điểm ba đường đối trung       |
| X(7)          | Điểm Gergonne             |                                    |
| X(8)          | Điểm Nagel                |                                    |
| X(9)          | Điểm Mittenpunkt          |                                    |
| X(10)         | Điểm Spieker              |                                    |

### Các điểm đặc biệt khác
| Tên trong ETC | Tên                                 |
| ------------- | ----------------------------------- |
| X(11)         | Điểm Feuerbach                      |
| X(13)         | Điểm Fermat                         |
| X(15), X(16)  | Điểm isodynamic thứ nhất và thứ hai |
| X(20)         | Điểm de Longchamps                  |
| X(21)         | Điểm Schiffler                      |
| X(39)         | Trung điểm Brocard                  |